# Provinz In Salah
In Salah (arabisch ولاية عين صالح, DMG Wilāyat ʿAin Ṣāliḥ) ist eine Provinz (wilaya) im Zentrum von Algerien. Provinzhauptstadt ist die Oasenstadt In Salah.
Die im Dezember 2019 neu geschaffene Provinz war zuvor Teil der Provinz Tamanrasset. Sie liegt in der Sahara und grenzt an sechs Provinzen: El Meniaa und Ouargla im Norden, Illizi im Osten, Tamanrasset im Süden, Adrar im Westen und Timimoun im Nordwesten.
Mit 50.392 Einwohnern (Stand 2008) auf 131.220 km² ist sie nur dünn besiedelt, die Bevölkerungsdichte beträgt rund 0,38 Einwohner pro Quadratkilometer.

## Kommunen
In der Provinz liegen folgende Kommunen als Selbstverwaltungskörperschaften der örtlichen Gemeinschaft:
| Code ONS | Kommune           | Arabisch     | Bevölkerung 2008 |
| -------- | ----------------- | ------------ | ---------------- |
| 1103     | In Ghar           | عين غار      | 11.225           |
| 1108     | In Salah          | عين صالح     | 32.518           |
| 1110     | Foggaret Ezzaouia | فقارة الزوية | 6.649            |

## Trivia
Auf dem Gebiet der Gemeinde Foggaret Ezzaouia wurden anthropogene Strukturen gefunden, die sich als Überreste früher geophysikalischer Untersuchungen zur Erdölprospektion aus den späten 1950er Jahren herausstellten.